# Leichtathletik-Europameisterschaften 1946/Marathon der Männer
Der Marathonlauf der Männer bei den Leichtathletik-Europameisterschaften 1946 fand am 22. August 1946 in Oslo, Norwegen, statt.
Der Finne Mikko Hietanen gewann das Rennen in 2:24:55 h. Vizeeuropameister wurde sein Landsmann Väinö Muinonen, der Sieger der Europameisterschaften 1938, vor dem sowjetischen Läufer Jakow Punko.
Da die Laufdistanz mit 40,2 Kilometer um 1995 Meter zu kurz war, konnte die Zeit des Siegers nicht als neuer Meisterschaftsrekord gewertet werden, die erzielten Zeiten waren nicht bestenlistenreif.

## Rekorde / Bestleistungen
| Weltbestzeit         | Sohn Kee-chung       | 2:26:42 h   | Tokio, Japan         | 3. November 1935  |
| Europabestzeit       | Stylianos Kiriakidis | 2:29:27 h   | Boston, USA          | 20. April 1946    |
| Meisterschaftsrekord | Väinö Muinonen       | 2:37:28,8 h | EM Paris, Frankreich | 4. September 1938 |

Anmerkungen:

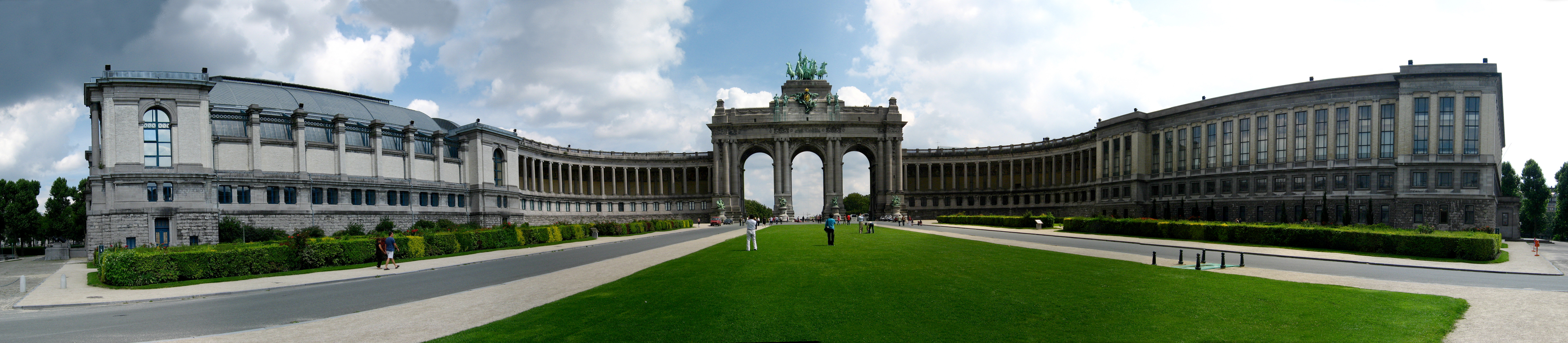
Jubelpark oder Parc du Cinquantenaire in Brüssel

- Rekorde wurden damals im Marathonlauf und Straßengehen wegen der unterschiedlichen Streckenbeschaffenheiten mit Ausnahme von Meisterschaftsrekorden nicht geführt.
- Sohn Kee-chung, Inhaber der Weltbestleistung, war in seiner Zeit als Aktiver zwangsweise unter dem Namen Kitei Son für Japan gestartet. Sein Land Korea hatte von 1910 bis 1945 unter japanischer Fremdherrschaft gestanden.[3]
- Die Laufdistanz hier in Oslo betrug anstatt der für den Marathonlauf vorgeschriebenen 42,195 km nur 40,2 km. Somit waren die erzielten Zeiten nicht bestenlistenfähig, Mikko Hietanens Zeit konnte nicht als EM-Rekord anerkannt werden.

## Ergebnis

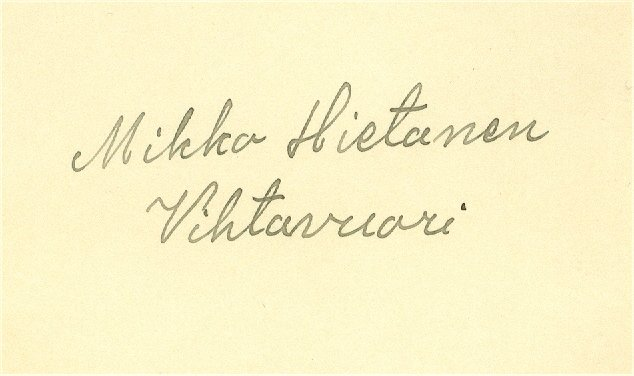
Signatur des Marathon-Siegers Mikko Hietanen
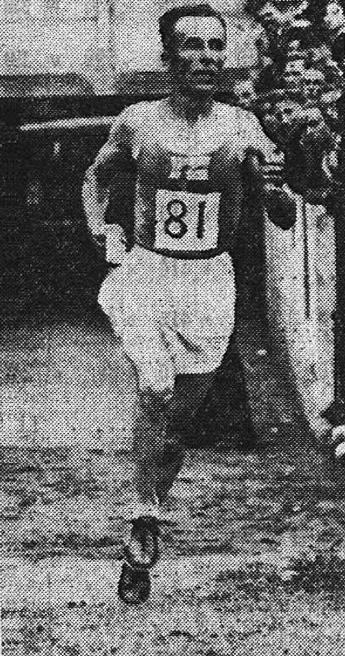
Der Europameister von 1938 Väinö Muinonen gewann diesmal Silber
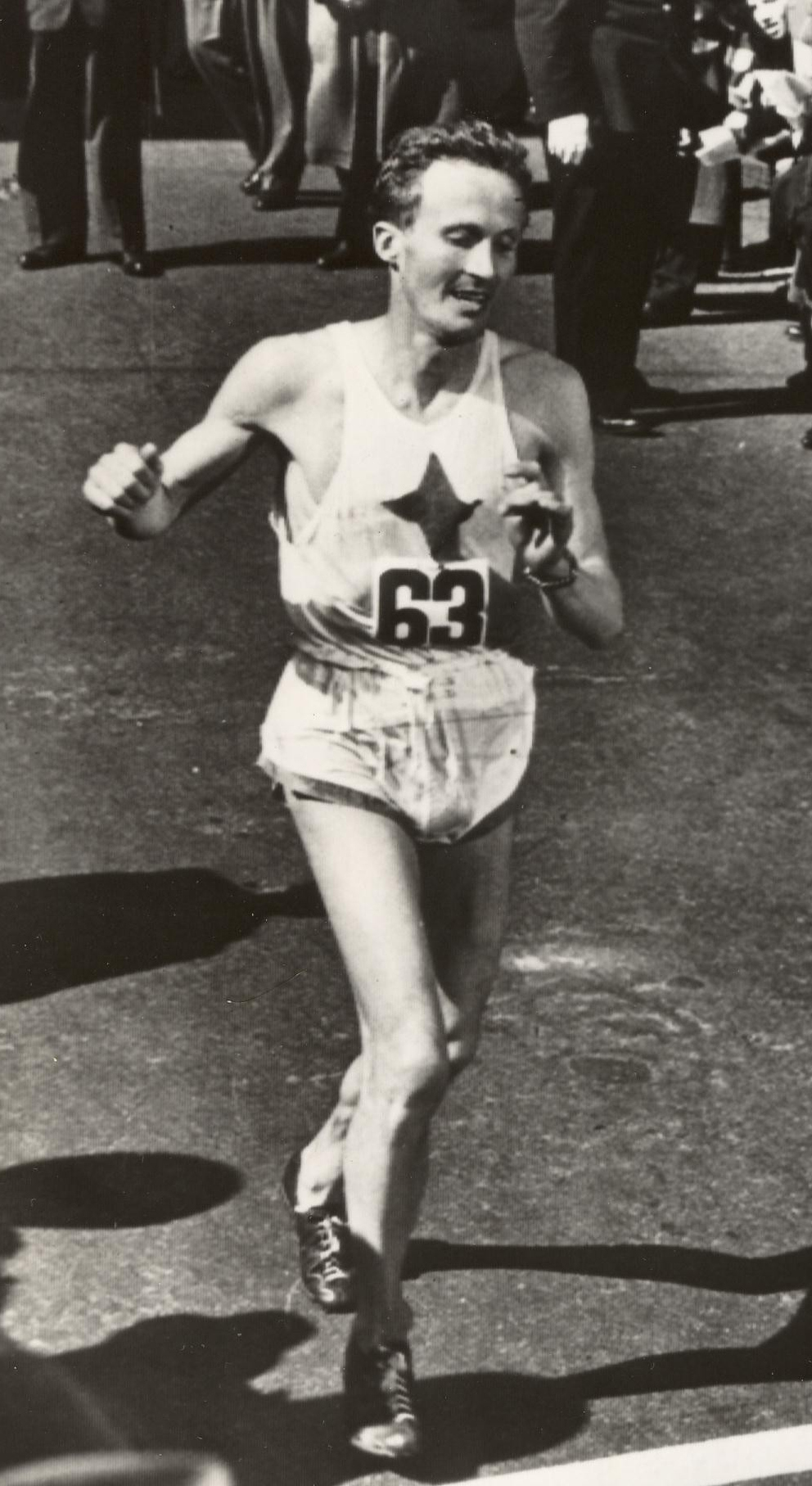
Gösta Leandersson belegte den fünften Rang

22. August 1948
| Platz | Athlet               | Land             | Zeit (h) |
| ----- | -------------------- | ---------------- | -------- |
|       | Mikko Hietanen       | Finnland         | 2:24:55  |
|       | Väinö Muinonen       | Finnland         | 2:26:08  |
|       | Jakow Punko          | Sowjetunion      | 2:26:21  |
| 04    | Pierre Cousin        | Frankreich       | 2:27:05  |
| 05    | Gösta Leandersson    | Schweden         | 2:28:30  |
| 06    | Erik Jonsson         | Schweden         | 2:30:08  |
| 07    | Squire Yarrow        | Großbritannien   | 2:30:40  |
| 08    | Henning Larsen       | Dänemark         | 2:32:50  |
| 09    | Athanasios Ragazos   | Griechenland     | 2:32:58  |
| 10    | Kaspar Schiesser     | Schweiz          | 2:36:42  |
| 11    | Václav Weisshäutel   | Tschechoslowakei | 2:37:07  |
| 12    | John Systad          | Norwegen         | 2:42:59  |
| 13    | Robert Nevens        | Belgien          | 2:50:23  |
| 14    | Antonín Špiroch      | Tschechoslowakei | 2:57:44  |
| DNF   | Horace Oliver        | Großbritannien   |          |
| DNF   | Øivind Gundhu        | Norwegen         |          |
| DNF   | Stylianos Kiriakidis | Griechenland     |          |
| DNS   | Janos Biro           | Ungarn           |          |
| DNS   | Stanislaw Glusacz    | Polen            |          |
| DNS   | A. Beck              | Frankreich       |          |